# Chiesa dei Santi Pietro e Paolo (Lomagna)
La chiesa dei Santi Pietro e Paolo è la parrocchiale di Lomagna, in provincia di Lecco ed arcidiocesi di Milano; fa parte del decanato di Merate.

## Storia
Anticamente a Lomagna sorgevano due chiesette, una intitolata a sant'Alessandro e l'altra a san Lorenzo Martire; nel 1567 l'arcivescovo di Milano Carlo Borromeo ordinò che queste venissero demolite - una era usata come ovile e l'altra era pericolante - e che ne venisse eretta una nuova dedicata ai santi Pietro e Paolo, da edificarsi riutilizzando materiali e arredi delle due vecchie cappelle.
I lavori furono eseguiti nel giro di pochi anni, ma comunque la chiesa rimase senza curato dal momento che non si aveva la disponibilità di offrire al parroco vitto e alloggio.
Nel 1797 l'arcivescovo Giuseppe Pozzobonelli, compiendo la sua visita pastorale, annotò che la parrocchiale lomagnese, in cui aveva sede la confraternita della Dottrina Cristiana, aveva come filiale l'oratorio di San Giuseppe in Mirasole e che i fedeli ammontavano complessivamente a 496.
Nel 1852, siccome la chiesa cinquecentesca era insufficiente a soddisfare le esigenze dei fedeli, il vicario don Francesco Carini iniziò a raccogliere i fondi necessari alla costruzione di una nuova di maggiori dimensioni; il nuovo edificio neoclassico venne dunque realizzato tra il 1855 e il 1856.
Dalla relazione della visita pastorale del 1896 dell'arcivescovo Andrea Carlo Ferrari s'apprende che il reddito ammontava a 751,30 lire, che nella parrocchiale, alle cui dipendenze erano gli oratori di San Giuseppe a Mirasole e della Divina Provvidenza, aveva sede la confraternita del Santissimo Sacramento e che i fedeli erano 1620.
Nel 1939 la chiesa venne consacrata; nel 1972, con la riorganizzazione territoriale dell'arcidiocesi, la parrocchia entrò a far parte del decanato di Missaglia. Tra il 2005 e il 2010 la struttura fu interessata da alcuni lavori di manutenzione.

## Descrizione

### Esterno
La facciata della chiesa, che volge a occidente, è a salienti; il corpo centrale, preceduto dal pronao tetrastilo le cui colonne tuscaniche sorreggono il timpano triangolare, presenta il portale maggiore ed è coronato dal frontone, mentre le due ali laterali, concluse superiormente da attici, sono caratterizzate dagli ingressi secondari sormontati da finestre a lunetta.

### Interno
L'interno dell'edificio si compone di tre navate, coperte da volte a vela e separate tra loro da arcate a tutto sesto rette da pilastri; al termine dell'aula si sviluppa l'abside a pianta semicircolare, illuminata sul fondo da due monofore a tutto sesto chiuse da vetrate raffiguranti la Predicazione di San Paolo e il Martirio dei Santi Pietro e Paolo.
Qui sono conservate diverse opere di pregio, tra cui l'altare maggiore, costruito dai Monsoni di Como nel 1860, e i due quadri raffiguranti i santi Pietro e Paolo, eseguiti nel 1870 da Silvio Lavezzari.